# Chilasa
Chilasa  es un género de lepidópteros ditrisios de la familia Papilionidae que incluye trece especies. La taxonomía del género es controvertida y las especies de Chilasa se incluyen a veces en el género Papilio, como subgénero o no.

## Especies seleccionadas
- Chilasa agestor (Gray, 1831)
  - Chilasa agestor subsp. inaokai Funahashi, 2003 sinónimo de Chilasa agestor (Gray, 1831)
  - Chilasa agestor subsp. moritai Shinkai, 1996 sinónimo de Chilasa agestor (Gray, 1831)
  - Chilasa agestor subsp. teruyoae Shinkai, 1996 sinónimo de Chilasa agestor (Gray, 1831)
- Chilasa carolinensis Jumalon, 1967
- Chilasa clytia (Linnaeus, 1758)
- Chilasa elwesi (Leech, 1889)
- Chilasa epycides (Hewitson, 1862)
- Chilasa laglaizei (Depuiset, 1877)
- Chilasa maraho (Shiraki & Sonan, 1934)
- Chilasa moerneri (Aurivillius, 1919)
- Chilasa osmana Jumalon, 1967
- Chilasa paradoxa (Zincken, 1831)
- Chilasa slateri (Hewitson, 1857)
  - Chilasa slateri subsp. hainanensis Chou, 1994 sinónimo de Chilasa slateri (Hewitson, 1857)
- Chilasa toboroi (Ribbe, 1907)
- Chilasa veiovis (Hewitson, 1853)